# Chelan (Washington)
Chelan  est une ville américaine, siège du comté de Chelan dans l'État de Washington. La population de la ville s'élevait en 2010 à 3 890 habitants. Elle est située à l'extrémité sud du lac Chelan.

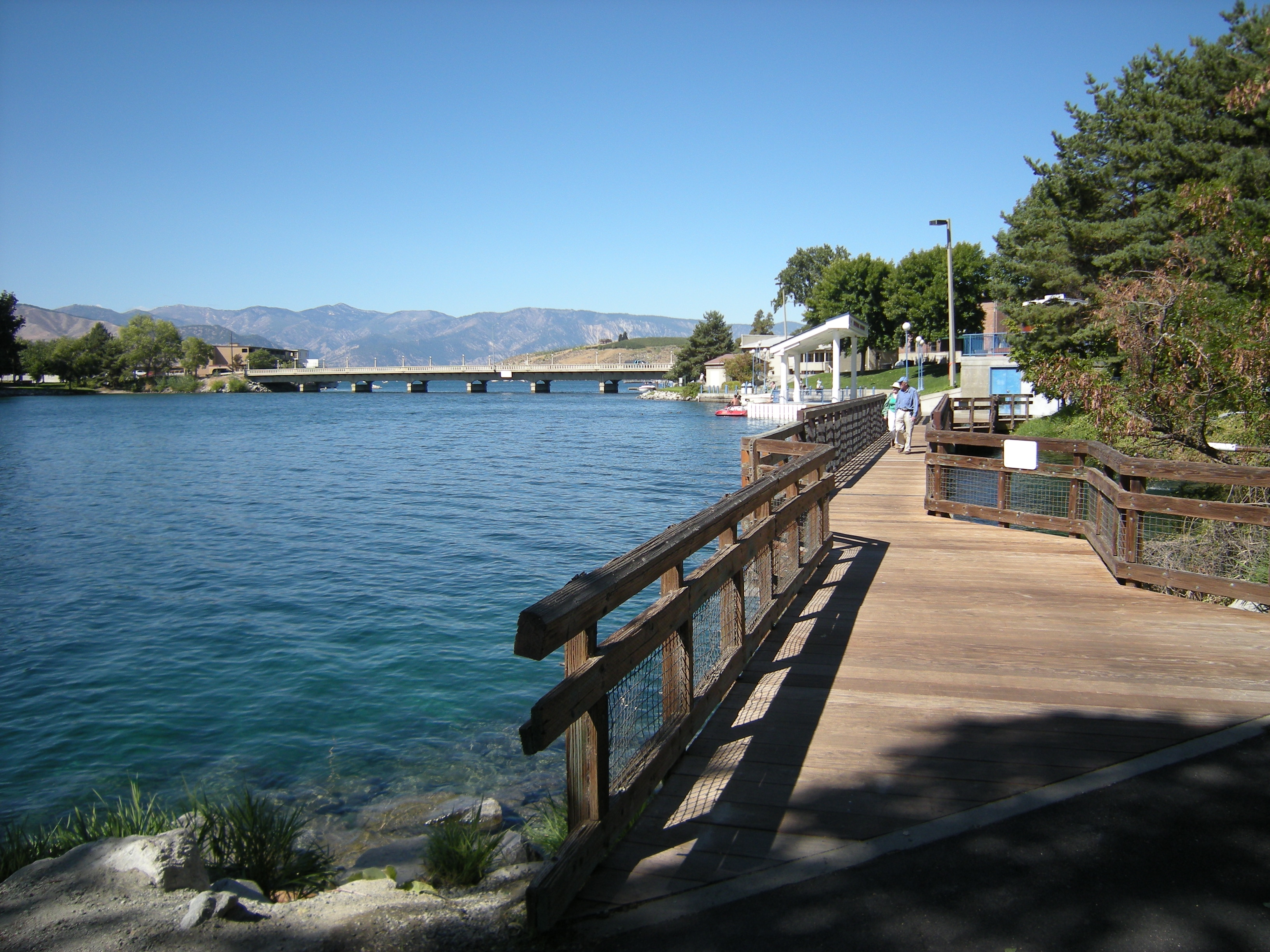
Berges du lac Chelan